# BMO Field
Il BMO Field è uno stadio situato a Toronto in Ontario. Attualmente ospita le partite del Toronto FC di MLS, e quelle della Nazionale di rugby Canadese.

## Storia
Lo stadio è stato inaugurato il 28 aprile 2007 con una sconfitta del Toronto FC per 1-0 contro i Kansas City Wizards.
Lo stadio ha ospitato il Campionato mondiale di calcio Under-20 2007, l'MLS All-Star Game 2008 e la MLS Cup 2010. L'unico concerto finora tenuto allo stadio è quello dei Genesis nel 2007.
I diritti di denominazione appartengono al gruppo BMO Financial Group.